# El Pou (Folgueroles)
El Pou és una masia de Folgueroles (Osona) inclosa a l'Inventari del Patrimoni Arquitectònic de Catalunya.

## Descripció
Es tracta d'un edifici civil. La masia és de planta rectangular coberta a dues vessant amb el carener perpendicular a la façana, orientada a ponent. Presenta un portal dovellat amb la dovella central datada i finestres conopials al primer pis. A la part dreta s'adossa un cos rectangular al primer pis del qual es forma una eixida. A la part esquerra s'adossa un cos semblant que forma galeries al primer pis, sostingudes amb pilars de pedra i, en part, tapiades per un mur de totxo. Hi ha un mur de pedra que, davant la casa, uneix aquests cossos i tanca la lliça mitjançant un portal rectangular. A llevant hi ha un altre portal que també tanca la lliça, sector rodejat de dependències agrícoles de nova construcció.
Està construït amb lleves de pedra i està en bon estat de conservació.

## Història
Antic mas que consta entre els 18 masos registrats al terme de Folgueroles al fogatge de 1553. Aleshores l'habitava CEBRIÀ POALL, nom que devia derivar a Pou.
Aquest mas es degué reformar i ampliar als segles xvi i xviii, com indiquen les llindes dels portals i finestres.
Al segle passat passà a formar part del patrimoni del mas Cornelles, antic mas de les Masies de Voltregà, el qual heretà el Pou per casament. Encara avui pertany als mateixos propietaris, que conserven un bon plec de documentació referent al mas de Folgueroles.
Dates:
1647 al portal dovellat de ponent, 1687 a la finestra de les golfes de ponent i 1795 a la finestra conopial de tramuntana.